# Regine Kahmann
Regine Kahmann (* 20. Oktober 1948 in Staßfurt, Sachsen-Anhalt) ist eine deutsche Mikrobiologin und Direktorin am Max-Planck-Institut für terrestrische Mikrobiologie in Marburg. Sie erforscht molekulare Grundlagen von Pflanzenkrankheiten und entschlüsselte unter anderem, wie die Inversion bestimmter bakterieller DNA-Abschnitte die Infektion von Bakterien durch den Phagen Mu beeinflusst.

## Beruflicher Werdegang
Nach dem Abitur an der Lessingschule in Uelzen im Jahre 1967 studierte Kahmann bis 1972 an der Georg-August-Universität Göttingen Biologie mit Schwerpunkt Mikrobiologie. Im Anschluss promovierte sie von 1972 bis 1974 am Max-Planck-Institut für molekulare Genetik und der Freien Universität Berlin mit dem Thema Die Struktur von SPP1 DNA nach Transfektion von B. subtilis. Als Postdoc ging sie ans bekannte Cold Spring Harbor Laboratory in den USA und wurde dort 1976 Junior Group Leader. Von 1980 bis 1982 arbeitete sie als wissenschaftliche Assistentin am Max-Planck-Institut für Biochemie in Martinsried. Danach übernahm sie von 1982 bis 1986 die Leitung einer selbstständigen Arbeitsgruppe am Max-Planck-Institut für molekulare Genetik in Berlin und dann von 1987 bis 1992 die Leitung einer selbstständigen Arbeitsgruppe am Institut für Genbiologische Forschung in Berlin. 1992 kehrte sie nach München zurück und wurde Professorin für Genetik am Institut für Genetik und Mikrobiologie der Ludwig-Maximilians-Universität. Seit Januar 2000 ist Prof. Kahmann wissenschaftliches Mitglied der Max-Planck-Gesellschaft und Direktorin am Max-Planck-Institut für terrestrische Mikrobiologie in Marburg, seit April 2001 auch Professor für Genetik an der Philipps-Universität Marburg.

## Forschungsschwerpunkte
Kahmann arbeitet auf dem Gebiet der molekularen Grundlagen von Pflanzenkrankheiten. Sie untersucht u. a., wie Mikroben und Viren andere Zellen infizieren und welche Gene diese Attacken beeinflussen. „In ihren Arbeiten zum Phagen Mu – einem Virus, der eine ganze Reihe Bakterienspezies befällt – konnte Regine Kahmann unter anderem zeigen, dass die Entscheidung, welcher Wirt infiziert werden kann, durch Inversion eines bestimmten DNA-Abschnitts reguliert wird. Die Inversion wird durch sogenannte ortsspezifische Rekombination bewerkstelligt. Regine Kahmann konnte zeigen, dass dieser Prozess neben der eigentlichen Rekombinase durch das FIS-Protein des Bakterienwirts stimuliert wird. Die Aufklärung des Stimulationsmechanismus gilt international als wissenschaftliche Meisterleistung.“
Der zweite große Forschungsschwerpunkt ist die Untersuchung des Infektionsmechanismus eines parasitären Pilzes (Maisbeulenbrand (Ustilago maydis)), der Tumoren auf Maispflanzen hervorruft. Ihre Forschungen machen „Hoffnung, in Zukunft zu neuen Strategien bei der Bekämpfung von Pflanzenschädlingen zu gelangen“.

## Ehrungen und Auszeichnungen

### Akademie-Mitgliedschaften
- 1991 European Molecular Biology Organisation[1][7]
- 1995 Bayerische Akademie der Wissenschaften (seit 2001 als korrespondierendes Mitglied)[8]
- 1998 Academia Europaea[9]
- 2001 Berlin-Brandenburgische Akademie der Wissenschaften[10][11]
- 2008 Deutsche Akademie der Naturforscher Leopoldina[12]
- 2020 Royal Society (auswärtiges Mitglied)[13]
- 2021 National Academy of Sciences (auswärtiges Mitglied)
- 2023 American Academy of Arts and Sciences (internationales Ehrenmitglied)
- 2023 Royal Academy of Sciences, New Zealand

### Preise und Auszeichnungen
- 1993 Leibnizpreis der Deutschen Forschungsgemeinschaft[14]
- 1997 Dannie-Heineman-Preis der Göttinger Akademie der Wissenschaften[15]
- 1998 Verdienstkreuz am Bande der Bundesrepublik Deutschland[1]
- 1999 Bayerischer Maximiliansorden für Wissenschaft und Kunst[16]
- 2011 Gregor-Mendel-Medaille der Leopoldina[6]
- 2011 TUM Distinguished Affiliated Professor (Ehrenprofessor) der TU München[4]